# Rue du Capitaine-Ménard
La rue du Capitaine-Ménard est une rue du 15e arrondissement de Paris joignant les rues de la Convention et de Javel.

## Situation et accès
Ce site est desservi par la station de métro Javel - André Citroën.

## Origine du nom

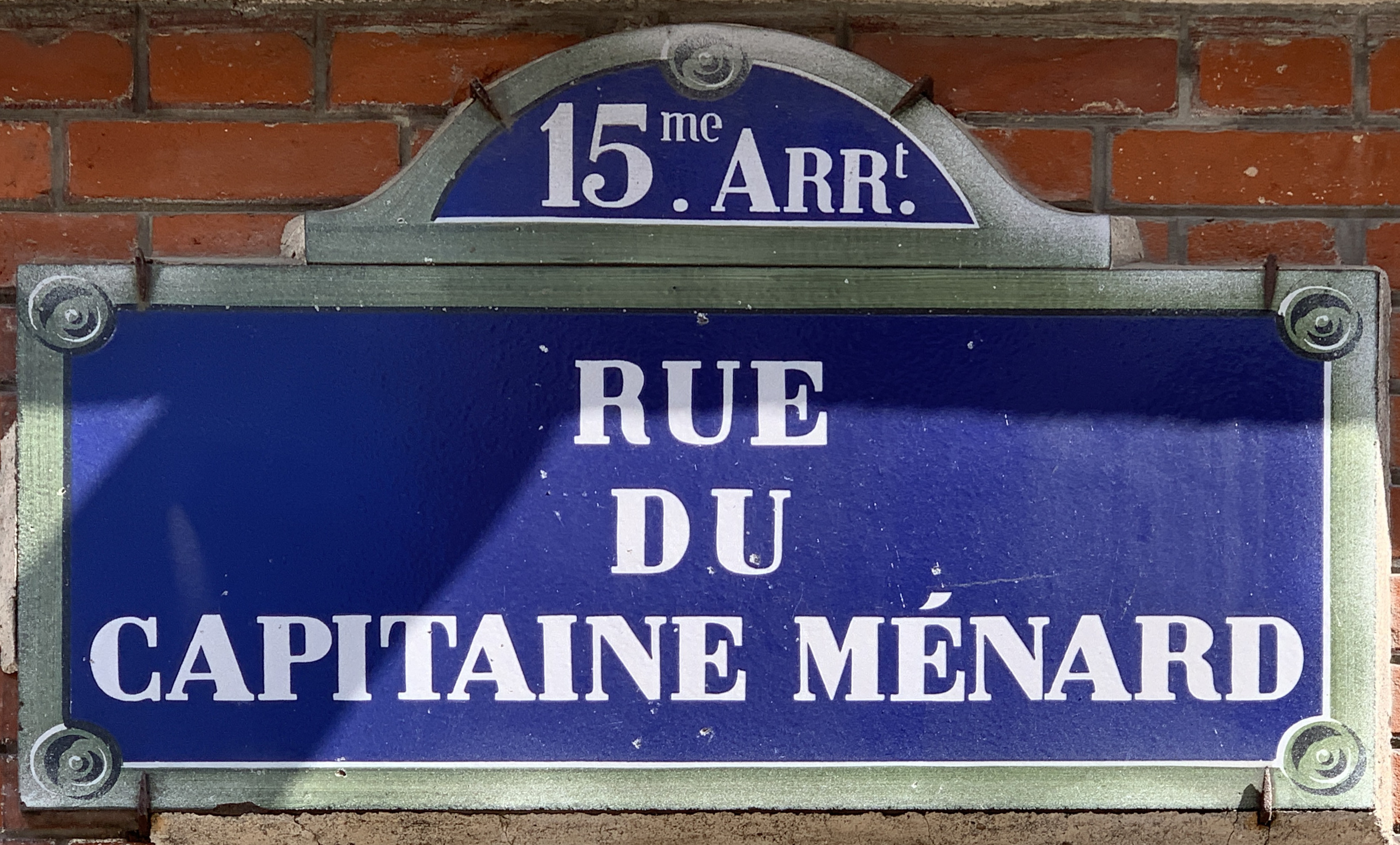
Plaque de la rue.

Cette rue porte le nom du capitaine Ménard (1861-1892), tué au cours d'une mission au Soudan occidental.

## Historique
Cette rue est ouverte en 1892 par MM. Loup et Pierquin jusqu'à l'avenue Émile-Zola. Elle prend sa dénomination actuelle le  26 décembre 1893.
La partie comprise entre la rue de Javel et l'avenue Emile Zola a été englobé par la place Alphonse-Humbert.